# El último tango en París
El último tango en París es una película franco-italiana de 1972 dirigida por Bernardo Bertolucci. Está protagonizada por Marlon Brando, Maria Schneider y Jean-Pierre Léaud, y retrata a un estadounidense recién enviudado que inicia una relación sexual anónima con una joven parisina. Dicen que Maria Schneider fue violada en una escena, en la que se utilizó mantequilla para facilitar la penetración. Lo cierto es que la escena estaba en el guion, excepto el detalle de la mantequilla que fue sugerido por Marlon Brando y aceptado por Bertolucci, sin el consentimiento de la actriz. Por eso, cuando habló de la escena, María Schneider señaló que se había sentido violada. Estas declaraciones no han sido tergiversadas como se dice en ciertos círculos sociales, ya que la actriz se sintió abusada sexualmente y no dio su consentimiento para la realización de dicha escena tal y como ésta sucedió. Este hecho la encasilló y solo le ofrecieron después papeles parecidos. Debido a aquel hecho, la llamaban la chica de la mantequilla. No fue hasta el movimiento social y feminista #MeToo, cuando se le dio validez e importancia a esta violación que la actriz denunció en varias ocasiones mientras vivía.
La película se estrenó en el Festival de Cine de Nueva York el 14 de octubre de 1972 y recaudó 36 millones de dólares en su estreno en los cines de Estados Unidos, convirtiéndose en la séptima película más taquillera de 1973. La cruda presentación de personajes emocionalmente confusos e inmersos en violencia sexual provocó una controversia internacional y atrajo varios niveles de censura gubernamental en diferentes jurisdicciones. Cuando se estrenó en Estados Unidos, la MPAA le otorgó una calificación X. United Artists Classics lanzó un corte con clasificación R en 1981. En 1997, después de que la película pasara a formar parte de la biblioteca de la Metro-Goldwyn-Mayer, se reclasificó como NC-17.

## Argumento
Una mañana de invierno, Paul (Marlon Brando), un hombre de 45 años propietario de un hotel, recién enviudado, misterioso, amargado y vacío en su vida, y Jeanne (Maria Schneider), una actriz amateur de 20, se encuentran casualmente mientras visitan un apartamento de alquiler en París. 
La atracción entre ellos es muy fuerte, tras mediar apenas unas cuantas palabras y sin conocerse, hacen el amor apasionadamente en el piso vacío.
Cuando abandonan el edificio, establecen el pacto de volver a encontrarse allí, en soledad, sin preguntarse los nombres. Paul consigue alquilar el departamento, donde comienzan a tener furtivos encuentros. 
La relación se caracterizará por una fuerte violencia verbal y sexual ejercida por él hacia Jeanne, en un afán de dominar también su mente. Ella, prometida para casarse con otro, un joven director de cine (Jean Pierre Léaud) cuando la convoca a la filmación de una película por las calles de París, parece no darse cuenta de la violencia de que es objeto.

## Reparto

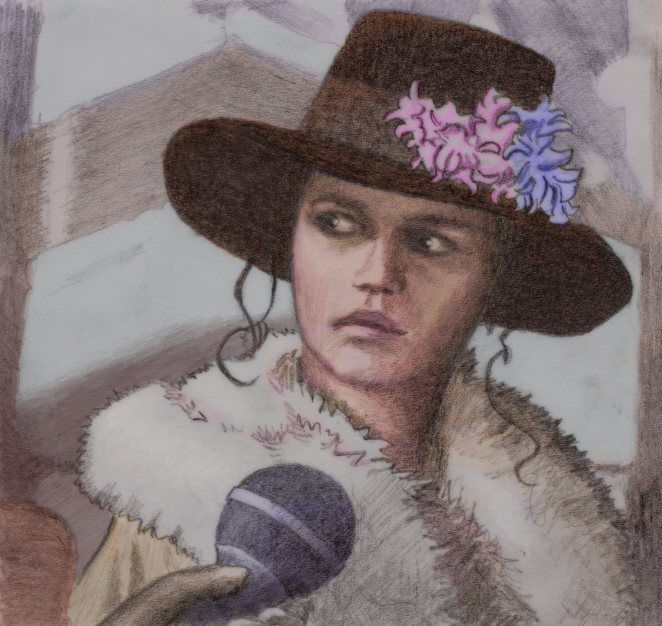
Dibujo de Maria Schneider en la película.

- Marlon Brando ... Paul, un estadounidense expatriado y dueño del hotel
- Maria Schneider ... Jeanne, una joven mujer parisina
- Jean-Pierre Léaud ... Thomas, un director de cine y prometido de Jeanne
- Maria Michi ... Madre de Rosa
- Massimo Girotti ... Marcel, amante de Rosa
- Giovanna Galletti ... la prostituta, vieja conocida de Rosa
- Catherine Allégret ... Catherine, una empleada del hotel de Paul y Rosa
- Gitt Magrini ... Madre de Jeanne
- Luce Marquand ... Olympia, niñera de Jeanne
- Dan Diament ... el ingeniero de sonido de la TV
- Catherine Sola ... la guionista
- Mauro Marchetti ... el camarógrafo de la TV
- Peter Schommer ... el asistente del camarógrafo
- Catherine Breillat ... Mouchette, la modista
- Marie-Hélène Breillat ... Monique, la modista
- Darling Légitimus ... el conserje
- Veronica Lazar ... Rosa, esposa fallecida de Paul
- Armand Abplanalp ... el cliente de la prostituta
- Rachel Kesterber ... Christine
- Ramón Mendizábal ... el líder de la orquesta de Tango
- Mimi Pinson ... el presidente del jurado
- Gérard Lepennec ... el mudancero alto
- Stéphane Koziak ... el mudancero bajo
- Michel Delahaye ...  el vendedor de biblias
- Laura Betti .... Señorita Blandish  (escenas eliminadas)
- Jean-Luc Bideau .... El capitán de la barcaza (escenas eliminadas)[2]
- Gianni Pulone (escenas eliminadas)
- Franca Sciutto (escenas eliminadas)

## Producción

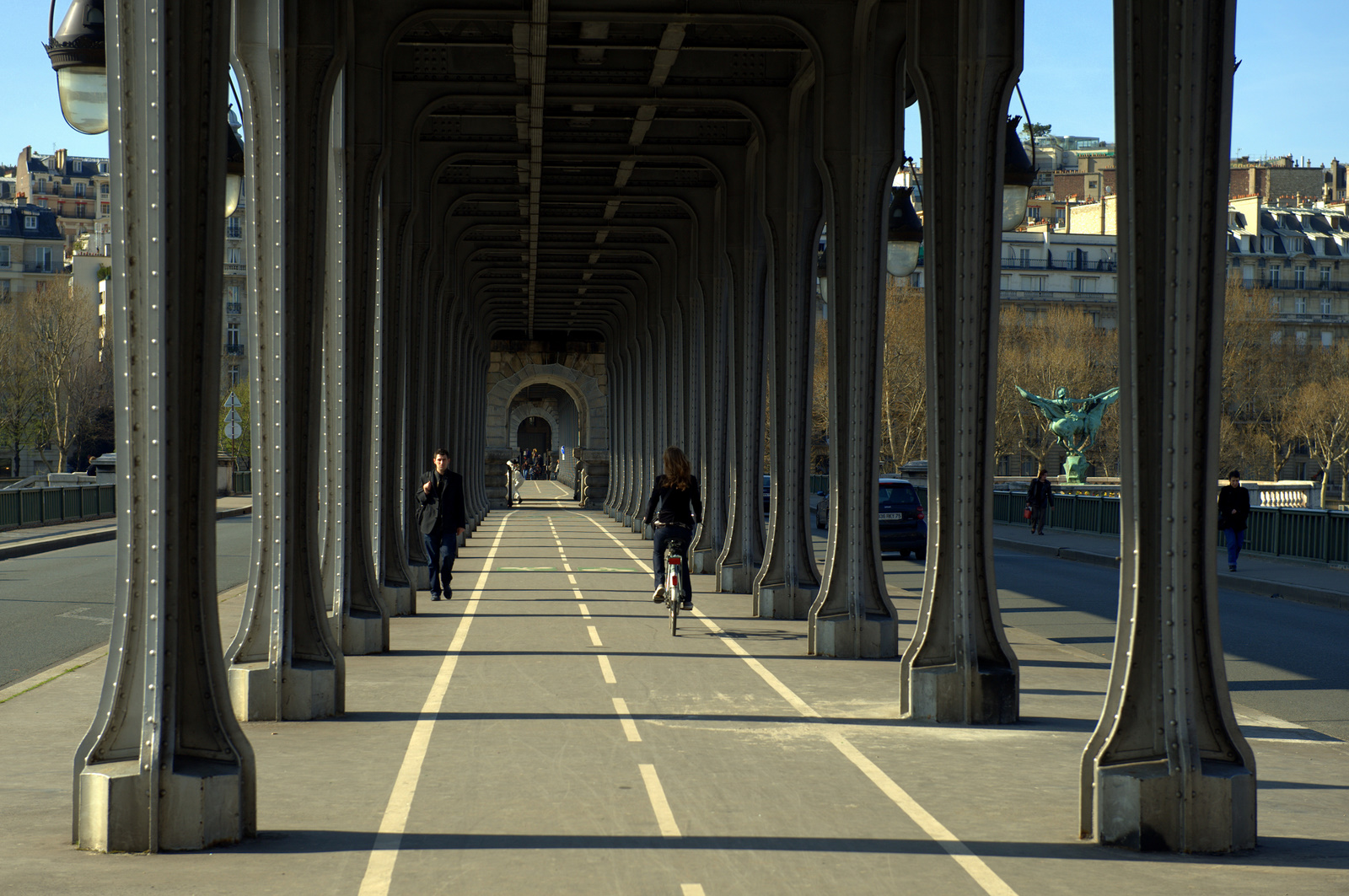
El Puente de Bir-Hakeim en París, donde se rodaron varias escenas.

Bernardo Bertolucci desarrolló la película a partir de sus fantasías sexuales: "Una vez soñó con ver a una hermosa mujer sin nombre en la calle y tener sexo con ella sin saber quién era". El guion es obra de Bertolucci, Franco Arcalli y Agnès Varda (diálogo adicional). Posteriormente fue adaptada como novela por Robert Alley. La película fue dirigida por Bertolucci con fotografía de Vittorio Storaro.
Bertolucci pretendía originalmente contratar a Dominique Sanda, que desarrolló la idea con él, y a Jean-Louis Trintignant. Trintignant se negó y, cuando Brando aceptó, Sanda estaba embarazada y decidió no hacer la película. Brando recibió un porcentaje de la recaudación de la película y se calcula que ganó 3 millones de dólares.
Amante del arte, Bertolucci se inspiró en las obras del artista británico de origen irlandés Francis Bacon para la secuencia de apertura de los créditos del reparto y del equipo. Según el artista estadounidense Andy Warhol, la película se basó en la propia película de Warhol Blue Movie estrenada unos años antes, en 1969.
Tras el estreno de la película, se inició un proceso penal en Italia contra la película por "esasperato pansessualismo fine a se stesso" ("pansexualismo agravado y gratuito"). La sentencia final del Tribunal de Apelación (Cassazione), dictada el 29 de enero de 1976, ordenó que la película fuera confiscada por la comisión de censura y que se destruyeran todas las copias. Procedimientos criminales fueron llevados contra Bertolucci en Italia por la escena de sexo anal. Una corte italiana revocó los derechos civiles de Bertolucci por cinco años y le dieron una sentencia suspendida de dos meses de prisión al guionista Franco Arcalli, el productor Alberto Grimaldi, el director Bernardo Bertolucci y Marlon Brando.

### Controvertida escena de violación
La película contiene una escena en la que Paul (Brando) viola analmente a Jeanne (Schneider) utilizando mantequilla como lubricante. Aunque la violación es simulada, ella ha dicho que le provocó un efecto tremendamente negativo. En una entrevista en 2006, afirmó que no estaba en el guion y que "cuando me lo dijeron, tuve un arranque de furia. Woo! Lo tiré todo. Y nadie puede forzar a alguien a hacer algo que no está en el guion. Pero no sabía eso, era muy joven". En 2007, recontó los sentimientos de humillación derivados de la escena:

Solo me dijeron sobre eso antes de tener que filmar la escena y estaba tan enojada. Debería haber llamado a mi agente, o haber hecho que venga mi abogado al set porque no se puede forzar a alguien a hacer algo que no esta en el guion, pero en el momento, no sabia eso. Marlon me dijo: "Maria, no te preocupes, es solo una película", pero durante la escena, por más que lo que estuviese haciendo Marlon no fuese real, estaba llorando lágrimas reales. Me sentí humillada y, para ser sincera, me sentí un poco violada, tanto por Marlon como por Bertolucci. Tras la escena, Marlon no me consoló ni se disculpó. Gracias a Dios hubo solo una toma.

Según contó Maria Schneider en 2001, su papel en el guion original estaba pensado para que lo interpretara un chico.
Schneider también dijo que la realización de la película «arruinó su vida» y que era el único arrepentimiento de su vida, y que considera a Bertolucci un «gánster y un proxeneta». En 2011, Bertolucci negó que le hubiera «robado su juventud» (ella tenía diecinueve años en el momento de la filmación), y comentó: «La chica no era lo suficientemente madura para entender qué estaba sucediendo». Schneider siguió siendo amiga de Brando hasta su muerte en 2004, pero nunca se reconcilió con Bertolucci. Ella también reclamaba que Brando y Bertolucci «hicieron una fortuna» con la película mientras que ella ganó muy poco dinero.
Schneider falleció en 2011. En febrero de 2013 Bertolucci habló sobre el efecto de la película sobre Schneider en el programa de televisión alemán College Tour. En la entrevista, Bertolucci aclara que aunque la escena de la violación estaba en el guion, el detalle de usar mantequilla como lubricante fue improvisado en el día de filmación y Schneider no sabía del uso de la misma de antemano. Bertolucci dijo: «Me siento culpable, pero no me arrepiento».
En septiembre de 2013 Bertolucci habló de nuevo sobre la escena en una retrospectiva en la Cinémathèque Française, diciendo que la escena estaba en el guion, pero el uso de la mantequilla no estaba. Bertolucci dijo que él y Brando «acordaron no decirle nada a Maria para obtener una repuesta más realista».
En noviembre de 2016, una versión levemente diferente de la entrevista de 2013 de College Tour fue subida a YouTube por la organización española sin fines de lucro El Mundo de Alycia en el Día Internacional de la Eliminación de la Violencia contra la Mujer, acompañado de una declaración que concluía que «por lo tanto, abusaron psicológica y, quién sabe si también, físicamente de ella». Esto ganó atención cuando el escritor de Yahoo! Movies, Tom Butler, escribió un artículo sobre esto, incitando a muchas celebridades a condenar la película y a Bertolucci, y un cierto número de periódicos se hizo eco de la historia reportando que Bertolucci había «confesado» que Schneider había sido violada en el set, lo que llevó Bertolucci a emitir un comunicado aclarando que lo que se llevó a cabo fue una simulación y no un acto sexual real.
Bertolucci también grabó una escena que mostraba los genitales de Brando, pero en 1973 explicó: «Me había identificado tanto con Brando que tuve que cortarlo de la película por vergüenza propia. Haberlo mostrado a él desnudo habría sido como mostrarme a mí desnudo». Schneider declaró en una entrevista que «Marlon dijo que se sintió manipulado y él tenía 48 años y ¡era Marlon Brando!». Como Schneider, Brando confirmó que el sexo fue simulado. Bertolucci dijo sobre Brando que él era «un monstruo como actor y un encanto como persona». Brando no volvió a hablar con Bertolucci durante quince años tras las finalización de la producción. Bertolucci declaró:

Estaba pensando que era como un diálogo en donde él realmente estaba contestando mis preguntas en cierta manera. Cuando al final de la película él la vio, descubrí que él se dio cuenta de lo que estábamos haciendo, que él estaba entregando tanto de su propia experiencia. Y estaba muy molesto conmigo, y le dije «Escucha, eres un adulto. Mayor que yo ¿No te diste cuenta de lo que estábamos haciendo?» Y no me habló por años.

Sin embargo;

Lo llamé un día en el 93 creo, estaba en Los Ángeles y mi esposa estaba filmando una película. En primer lugar, él atendió mi llamada, y me estuvo hablando como si nos hubiésemos visto el día anterior. Me dijo, «Ven aquí». Le dije, «¿Cuándo?» Él dijo, «Ahora». Entonces recuerdo haber conducido por Mulholland Drive hasta su casa y pensar creer que no lo voy a lograr, creo que voy a chocar antes [de que llegue]. Estaba muy alterado.

### Influencia de Francis Bacon
Los créditos iniciales de la película incluyen dos cuadros de Francis Bacon: Doble retrato de Lucian Freud y Frank Auerbach y Estudio para un retrato de Isabel Rawsthorne. Los tonos utilizados en la película se inspiran en las pinturas de Bacon. Durante la preproducción, Bertolucci visitó con frecuencia una exposición de cuadros de Bacon en el Grand Palais de París; dijo que la luz y el color de los cuadros de Bacon le recordaban a París en invierno, cuando:
las luces de las tiendas están encendidas, y hay un contraste muy bonito entre el gris plomizo del cielo invernal y la calidez de los escaparates... la luz de los cuadros fue la mayor fuente de inspiración para el estilo que buscábamos.
El estilo pictórico de Bacon a menudo representaba la piel humana como si fuera carne cruda, y la inspiración del pintor incluía la carne colgada en el escaparate de una carnicería y las enfermedades de la piel humana.
El director de fotografía Vittorio Storaro ya había trabajado con Bertolucci en El conformista y a menudo utilizó un tono azulado en la película. Storaro dijo más tarde a un periodista que
...después de El conformista tuve un momento de crisis; me preguntaba: ¿qué puede venir después de Azul? Necesitábamos otro tipo de emoción... Fue el caso de El último tango.
Para El último tango en París, Bertolucci y Storaro se inspiraron en los cuadros de Bacon utilizando "naranjas intensos, grises claros y fríos, blancos helados y rojos ocasionales combinados con las elecciones de buen gusto de Bertolucci de marrones suaves, marrones rubios y blancos delicados con matices azulados y rosados".
Bertolucci llevó a Marlon Brando a la exposición de Bacon y le dijo a Brando que "quería que se comparara con las figuras humanas de Bacon porque sentía que, como ellas, el rostro y el cuerpo de Marlon se caracterizaban por una extraña e infernal plasticidad. Quería que Paul fuera como las figuras que vuelven obsesivamente en Bacon: rostros carcomidos por algo que viene del interior".

### Diálogos de Brando
Como en sus anteriores películas, Brando se negó a memorizar sus líneas para muchas de las escenas. En su lugar, escribió sus líneas en tarjetas de entrada y las colocó en el set, dejando a Bertolucci con el problema de mantenerlas fuera del marco de la película. Durante su largo monólogo sobre el cadáver de su esposa, por ejemplo, el hecho de que Brando levante los ojos hacia arriba no es una actuación dramática espontánea, sino una búsqueda de su siguiente tarjeta de entrada. Brando preguntó a Bertolucci si podía "escribir líneas en el trasero de María", lo que el director rechazó.

## Banda sonora
La partitura de la película fue compuesta por Gato Barbieri, arreglada y dirigida por Oliver Nelson, y el álbum de la banda sonora fue publicado por el sello United Artists. Richie Unterberger, de AllMusic, señaló: "Aunque algunos de los humeantes solos de saxo se acercan un poco al cliché de la fusión de los años 70, la partitura de Gato Barbieri para el clásico de Bertolucci de 1972 es un triunfo general. El jazz lleno de suspense, la orquestación melancólica y los tangos reales encajan con el aire de anhelo erótico, la desesperación melancólica y el destino condenado de la película". La música del filme, compuesta por el músico argentino Gato Barbieri, lo lanzó a la popularidad, y quedó como un sello característico de la película.

### Lista de temas
Todas las composiciones de Gato Barbieri.
1. "Last Tango in Paris - Tango" – 3:32
2. "Jeanne" – 2:34
3. "Girl in Black - Tango (Para mi Negra)" – 2:06
4. "Last Tango in Paris - Ballad" – 3:43
5. "Fake Ophelia" – 2:57
6. "Picture in the Rain" – 1:51
7. "Return - Tango (La Vuelta)" – 3:04
8. "It's Over" – 3:15
9. "Goodbye (Un Largo Adios)" – 2:32
10. "Why Did She Choose You?" – 3:00
11. "Last Tango in Paris - Jazz Waltz" – 5:44

### Personal
- Gato Barbieri – Saxofón tenor, flauta, vocal
- Franco D'Andrea – piano
- Franco Goldani, Wolmer Beltrani – acordeón
- Jean-François Jenny-Clark, Giovanni Tommaso – bajo
- Pierino Munari – Batería
- Afonso Vieira – percussion, birimbao
- Ivanir "Mandrake" do Nascimento – percusión, pandereta
- Orquesta arreglada y dirigida por Oliver Nelson

## Recepción
La película se estrenó como película de clausura en el Festival de Cine de Nueva York el 14 de octubre de 1972, con una gran demanda y una enorme controversia del público. La película no se proyectó para la prensa debido a la preocupación de que se exhibiera en contra de la ley italiana después de que los censores italianos no aprobaran la película. La falta de proyecciones aumentó la demanda de la película y algunos ofrecieron 100 dólares para comprar una entrada.
La película se estrenó a finales de 1972 en Francia, donde los espectadores hicieron colas de dos horas durante el primer mes de exhibición en los siete cines en los que se proyectó. Obtuvo críticas positivas unánimes en todas las publicaciones francesas importantes. Para eludir la censura estatal española, miles de españoles recorrieron cientos de kilómetros para llegar a los cines franceses de Biarritz y Perpiñán donde se proyectaba la película (incluso subtitulada en castellano para el público español). A continuación, se estrenó en Estados Unidos, Gran Bretaña y otros lugares.
La película generó una considerable controversia por su temática y su representación gráfica del sexo. Schneider concedió francas entrevistas a raíz de la polémica de la película afirmando que se había acostado con 50 hombres y 70 mujeres, que era "bisexual completamente" y que había consumido heroína, cocaína y marihuana. También dijo de Bertolucci: "Es bastante inteligente y más libre y muy joven. Todo el mundo estaba escarbando en lo que hacía, y todos estábamos muy unidos".
Durante la publicidad del estreno de la película, Bertolucci dijo que Schneider desarrolló un "fijación edípica con Brando". Schneider dijo que Brando le envió flores después de que se conocieran, y "desde entonces fue como un papá". En una entrevista posterior, Schneider lo negó, diciendo: "Brando trató de ser muy paternalista conmigo, pero realmente no era ninguna relación padre-hija". Sin embargo, en 2007 dijo que "para mí, él era más bien una figura paterna y yo una hija".
En Italia, la película se estrenó el 15 de diciembre de 1972, con una recaudación sin precedentes de 100.000 dólares en seis días. Sin embargo, una semana más tarde, la policía incautó todas las copias por orden de un fiscal, que definió la película como "pornografía interesada", y su director fue juzgado por "obscenidad". Tras los juicios de primer grado y de apelación, el destino de la película quedó sellado el 26 de enero de 1976 por la Corte Suprema Italiana, que condenó a destruir todas las copias (aunque algunas fueron conservadas por la Filmoteca Nacional). Bertolucci fue condenado a cuatro meses de prisión con suspensión de la pena y se le revocaron sus derechos civiles durante cinco años, privándole del derecho de voto.

### Respuesta en Estados Unidos
La película se estrenó el 1 de febrero de 1973 en el Trans-Lux East de Nueva York con un precio de entrada de 5 dólares y unas ventas anticipadas de 100 000 dólares, consiguiendo 41 280 $ en su primera semana. El frenesí mediático que rodeó a la película generó un intenso interés popular, así como una condena moral, y la película fue objeto de portadas tanto en la revista Time como en Newsweek. Playboy publicó un reportaje fotográfico de Brando y Schneider "retozando desnudos". La revista Time escribió,

Los espectadores que no se sientan escandalizados, excitados, asqueados, fascinados, encantados o enfadados por esta primera escena de la nueva película de Bernardo Bertolucci, El último tango en París, deben tener paciencia. Hay más cosas por venir. Mucho más.

El diario Village Voice informó de los abandonos de los miembros de la junta directiva y de los "vómitos de las esposas bien vestidas". El columnista William F. Buckley y Harry Reasoner de ABC denunciaron la película como "pornografía disfrazada de arte".
Después de que los funcionarios del gobierno local fracasaran en prohibir la película en Montclair, Nueva Jersey, los asistentes al teatro tuvieron que abrirse paso entre una turba de 200 residentes indignados, que lanzaron epítetos como "pervertidos" y "homosexuales" a los asistentes. Más tarde, una amenaza de bomba interrumpió temporalmente la proyección. La sección neoyorquina de la Organización Nacional de Mujeres denunció la película como una herramienta de "dominación masculina".
El escándalo de la película se centró sobre todo en una escena de violación anal, en la que Paul utilizaba mantequilla como lubricante. Según Schneider, la escena no estaba en el guion original, sino que fue idea de Brando. Otros críticos se centraron en el momento en que el personaje de Paul le pide a Jeanne que le introduzca los dedos en el ano, y luego le pide que le demuestre su devoción, entre otras cosas, teniendo sexo con un cerdo. Vincent Canby de The New York Times describió el contenido sexual de la película como la expresión artística de la "era de Norman Mailer y Germaine Greer" y que estaba molesto por el precio de la entrada mayor de lo habitual.
La crítica cinematográfica Pauline Kael respaldó la película, escribiendo que "Tango ha cambiado la cara de una forma de arte. Es una película sobre la que la gente discutirá mientras haya películas". Sin embargo, a pesar de ser ampliamente recordada por estos detalles, suele destacarse la interpretación de un Brando ya maduro, y la calidad del trabajo fotográfico del filme (Vittorio Storaro), que contribuye en buena medida a otorgar un contrapunto de lirismo a una cruda trama argumental. La crítica de cine Pauline Kael se refería así al trabajo de Storaro en The New Yorker:

Los colores de esta película son los de la última hora de la tarde: naranja, beige, marrón y rosa. El rosa de la carne desangrada, el rosa cadáver. Están tan delicadamente modulados... que el romance y la putrefacción son la misma cosa.

La calificó como "la película más poderosamente erótica jamás realizada, y puede resultar ser la más liberadora jamás realizada". United Artists reimprimió toda la crítica de Kael como un anuncio a doble página en el dominical New York Times. La reseña de Kael sobre El último tango en París se considera el artículo más influyente de su carrera.
A muchos críticos de cine feministas no les gustó la película. En una crítica de 1974 en Jump Cut, E. Ann Kaplan la criticó por presentar "una relación unilateral vista principalmente a través de los ojos de Paul". En Las mujeres y su sexualidad en el nuevo cine (1974), uno de los primeros libros explícitamente feministas sobre el cine, Joan Mellen se queja de una cuestión similar, de que Jeanne cede constantemente el paso a Paul, "el hombre que se hace más interesante en todos los sentidos." Sin embargo, algunos lo disfrutaron, como Molly Haskell, que respondió a las críticas feministas en De la reverencia a la violación: el tratamiento de las mujeres en el cine (1974) señalando que las mujeres más que los hombres parecían responder a la película, y que las fantasías sexuales femeninas pueden incluir "la violación, el sadismo, la sumisión, la liberación y el sexo anónimo".
El crítico estadounidense Roger Ebert describió la reseña de Pauline Kael como "la crítica de cine más famosa jamás publicada", y añadió la película a su colección de "Grandes películas". El director estadounidense Robert Altman expresó un elogio incondicional: "Salí de la proyección y me dije: '¿Cómo me atrevo a hacer otra película?' Mi vida personal y artística nunca será la misma".
El sitio web de agregación de críticas Rotten Tomatoes recopiló retrospectivamente 40 críticas y dio a la película un índice de aprobación del 83%, con una calificación media de 7,78/10. El consenso de la crítica del sitio web dice: "Naturalista pero evocadora, El último tango en París es una vívida exploración del dolor, el amor y el sexo con una actuación típicamente imponente de Marlon Brando".
En 2004, el director Martin Scorsese comparó esta "altísima interpretación de Brando" con el papel del actor como Terry Malloy en On the Waterfront (1954) y señaló que "cuando ves su trabajo en... El último tango en París, estás viendo la poesía más pura imaginable, en movimiento dinámico".
Ethan Hawke consideró la obra de Brando un momento seminal en el movimiento de la interpretación. Elogiando tanto a la estrella como al director de la película, Hawke dijo a Richard Linklater y Louis Black que "Brando mejoró con El último tango." Pauline Kael, en su mencionada reseña, se hacía eco de los mismos sentimientos diciendo: "En la pantalla, Brando es nuestro genio como [Norman] Mailer es nuestro genio en la literatura... Paul se siente tan "real" y el personaje se acerca tanto que se ha alcanzado una nueva dimensión en la actuación en la pantalla".
Richard Brody de The New Yorker alabó la naturaleza personal del papel de Brando, comentando en su crítica de Escúchame Marlon (2015) declaró:
"Cuando Brando decía lo que él mismo tenía que decir, tenía un valor único. Por eso lo mejor de Brando es cuando está más cerca de sí mismo, como en... "El último tango en París", de Bernardo Bertolucci, de 1972. No sólo sus palabras son mejores que las de los guionistas; su persona, su personaje, es más grande que los guiones".
En 2019, el actor Brad Pitt dijo que la película del pasado que más le gustaría haber protagonizado es El último tango en París, "Brando. Esa me duele". La revista Premiere había nombrado la actuación de Brando la 27.ª mejor actuación cinematográfica de todos los tiempos en abril de 2006.
La película se estrenó en todo el país el 7 de febrero de 1973 y recaudó 36 millones de dólares en Estados Unidos y Canadá, siendo la séptima película más taquillera de 1973.

### Otras respuestas internacionales
Los censores británicos redujeron la duración de la secuencia de sodomía antes de permitir el estreno de la película en el Reino Unido, aunque no se corta en los estrenos posteriores. Mary Whitehouse, una defensora de la moral cristiana, expresó su indignación por el hecho de que la película hubiera sido certificada como "X" en lugar de ser prohibida directamente, y el diputado laborista Maurice Edelman denunció la clasificación como "una licencia para degradar".
La película fue censurada en España durante el Franquismo y no se estrenó hasta diciembre de 1977. Chile prohibió por completo la película durante casi treinta años bajo su gobierno militar, y la película fue igualmente suprimida en Portugal, hasta la Revolución de los Claveles en 1974, cuando su estreno se convirtió en un ejemplo de la libertad que permite la democracia.  Lo mismo ocurrió en Brasil durante el periodo de dictadura militar cuando la película fue censurada, hasta que finalmente se estrenó en 1979.  Otros países que la prohibieron fueron Argentina, Corea del Sur, Singapur. y Venezuela.
En Australia, la película fue estrenada sin cortes con clasificación R por la Junta de Clasificación Australiana el 1 de febrero de 1973. El 1 de enero de 1987, Warner Home Video publicó la película en VHS con la misma clasificación, prohibiendo la venta o el alquiler a menores de 18 años.
En Canadá, la película fue prohibida por la Junta de Censores de Nueva Escocia, lo que llevó a la histórica decisión dividida del Tribunal Supremo de Canadá en 1978 en el caso Nueva Escocia (Junta de Censores), que confirmó el derecho de las provincias a censurar películas.

### Nominaciones
Brando recibió una nominación al Oscar por Mejor actor principal y Bertolucci fue nominado por Mejor director.